# ParaWorld
ParaWorld – komputerowa strategiczna gra czasu rzeczywistego, wydana w 2006 przez Deep Silver.
Trójka naukowców – Amerykanin Anthony Cole, Szwedka Stina Holmund i Węgier Bela Benedek trafiają do równoległego świata zamieszkanego przez ludzi i prehistoryczne stworzenia. Starając się za wszelką cenę powrócić do domu muszą stawić czoła wielu niebezpieczeństwom w fascynującej podróży po świecie wysp.